# Функционални финанси
Функционални финанси e икономическа теория, предложена от Аба Лернер, базирана на принципа на ефективното търсене и хартализма.

## Принципи
Основните идеи зад функционалните финанси могат да се обобщят като:
- Правителството трябва да се намеси, икономиката не е саморегулативна.
- Основната икономическа цел на държавата трябва да бъде да осигури просперираща икономика.
- Парите като създадени от държавата трябва да бъдат управлявани.
- Фискалната политика трябва да бъде насочена в светлината на своето влияние върху икономиката и бюджетът трябва да бъде управляван по същия начин, което ще рече, че „баланс“ (бюджетен) не е важно само по себе си.
- Големината и стъпката на правителствените харчове трябва да се определя в светлината на желаното ниво на активност и данъците трябва да бъдат вземани заради техния икономически ефект, отколкото да увеличават доходността.
- Принципи като „добри финанси“ са приложими за индивиди, те са от значение за домакинства и бизнеси, но не се прилагат за правителства на държави, които са в състояние да поддържат монетарна политика и пускане на пари в обращение. [1]